# Slek
Slek (Limburgs: De Slek) is een dorp in de Nederlandse provincie Limburg en valt onder de gemeente Echt-Susteren. Het dorpje ligt direct ten zuiden van het kerkdorp Pey aan de provinciale weg N276. Op 1 januari 2012 woonden er 1.006 mensen. Op 1 januari 2018 was dit aantal gedaald tot 985 inwoners. Vaak wordt Slek gezien als onderdeel van Pey, in veel opzichten is het echter een zelfstandige kern.
Door het dorp loopt de route van het Pieterpad. Een lange-afstands wandelroute tussen het Groningse Pieterburen en de Sint Pietersberg in het Limburgse Maastricht.

## Etymologische oorsprong
Slek is hoogstwaarschijnlijk een verbastering van het woord slenk. In de geologie staat het woord slenk voor een laagte in het landschap.
Een horst staat voor een hoogte in het landschap. Aan de overzijde van de Provinciale weg N276 ligt hoeve "de Horst", een rond het jaar 1400 gebouwd Gelders leenhof. De huidige boerderij heeft nog steeds de naam "De Horst" of in het Limburgs "De Hoos".
Daarnaast is Slek het Limburgse woord voor slak. In deze laaggelegen landelijke omgeving tref je met regelmaat veel slakken aan, zelfs in de bebouwde kern. Toch lijkt de naam van deze kern eerder afkomstig van de geologische ligging. Bij enkele woningen zie je beeldjes van slakken.

## Geschiedenis
Door de gevonden goudschat "Thesaurus Romanus Peyenis", bekend onder de naam "Het Paardje van Pey" is aangetoond dat er rond het jaar 400 na Christus Romeinen in de buurt hebben geleefd. Ondanks dat dit door de geschiedenisboeken wordt tegengesproken. Bij opgravingen in het buitengebied van Slek zijn twaalf gouden munten, negen verknipte en verbogen stukken zilver, een zilverbaar en een gouden ring gevonden. De muntschat is te bezichtigen in het Limburgs Museum te Venlo.

## Verenigingsleven
- Voetbalvereniging Slekker Boys
- Handboogvereniging De Zwarte Roos
- Poolbiljartvereniging PBC Slek
- Golfbiljartvereniging GBC Slek
- Schutterij Sint Antonius
- Fluit- en tamboerkorps Sint Antonius
- Sint Antoniusput Slek
- Postduivenvereniging Juliana Slek-Echt

## Onderwijs
Slek heeft een plaatselijke basisschool. Op deze Rooms-Katholieke school zijn kinderen met een ander geloof, of zonder geloofsovertuiging, welkom. De kinderen kunnen op de school terecht vanaf groep 1 tot en met groep 8.
Voorheen heette basisschool ‘Op de Slek’ de ‘Don Bosco school’. In 1983 won klas 6 het spelprogramma ‘Klassewerk’. Dit spelprogramma waarin basisscholen tegen elkaar streden werd gepresenteerd door Hans van Willigenburg en uitgezonden door de KRO. Aan de eindoverwinning van het spelprogramma hielden de leerlingen een volledig verzorgde reis naar Joegoslavië over.

## Religie
Het merendeel van de inwoners heeft, van oorsprong, het Rooms-Katholieke geloof. In het dorp staat de Sint-Antoniuskapel.

## Cultuur
Sinds 1993 worden er de jaarlijkse meifeesten gevierd, waarbij jaarlijks de Meikoningin wordt uitgeroepen. Eerste meikoningin was Sylvia Houben.
Vastelaovendj, voor Nederlandstaligen Carnaval, wordt door de liefhebbers uitbundig gevierd. Op de maandag voor Aswoensdag is er een optocht, die jaarlijks afwisselend vertrekt vanuit de kern Slek en het jaar erna vanuit de kern Hingen. Vastelaovesvereniging De Aester Sjaelen Uul verzorgt het wel en wee rondom de vastelaovesviering in de kernen Hingen, Pey, Schilberg en Slek.

## Infrastructuur
De kern Slek bestaat uit tien straten: Hoogstraat, Slekkerstraat, Marktsingel, Dijkveldstraat, Roodtstraat, Eickerveld, Rutsekovenstraat, Haverbeekstraat, Holthuysenweg en de Karrebosser Veldweg. Er is sprake van een afwisselde bebouwing.

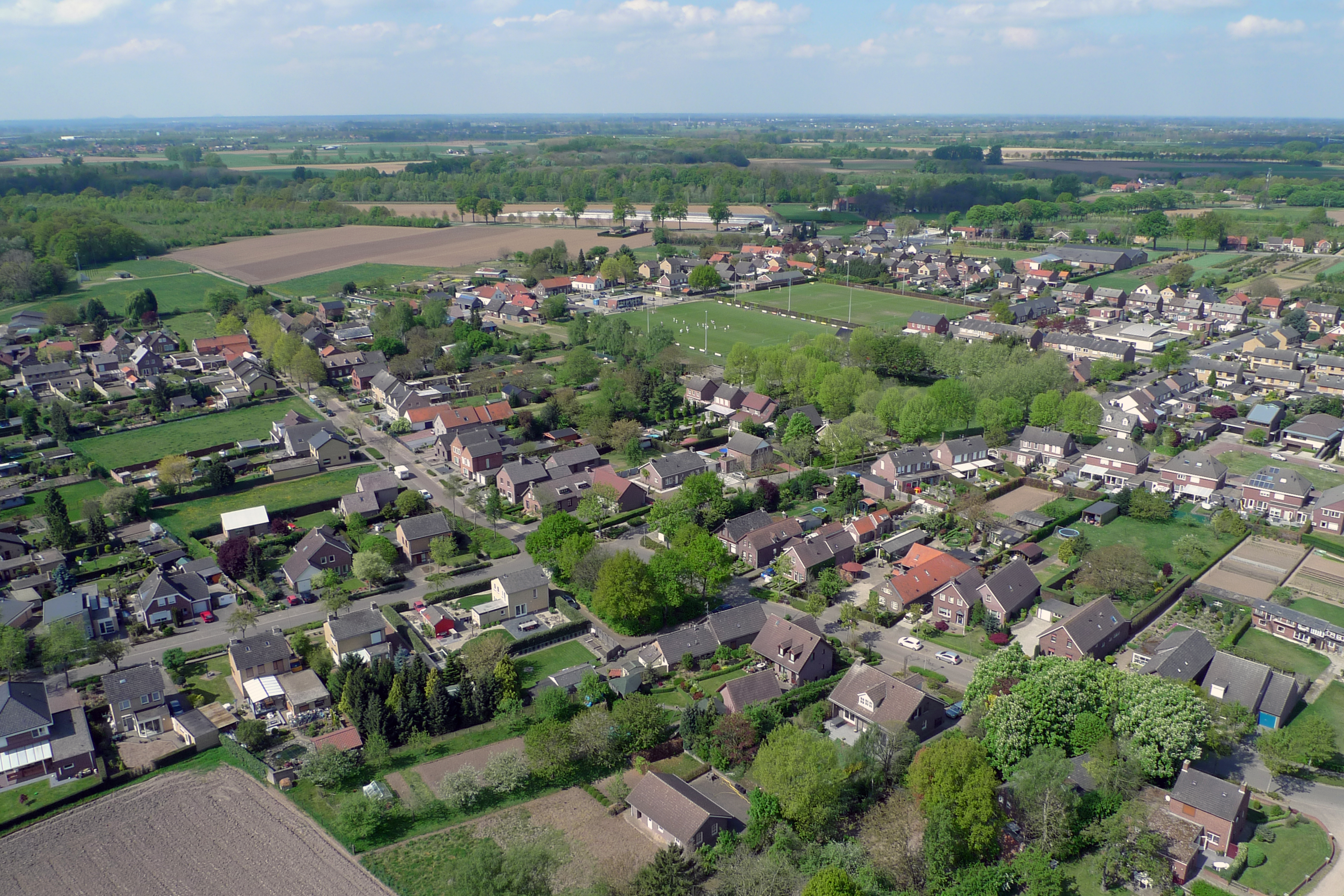
Slek, foto genomen op 19 april 2014

## Rijksmonumenten
Het dorp Slek heeft één rijksmonument: het wegkruis op de kruising van de Slekkerstraat, Marktsingel en Rutsekovenstraat. Dit wegkruis is verwijderd en ter plaatse is de Sint-Antoniuskapel gebouwd, welke op 16 november 2008 door Pastor Bert Mom ingezegend is.

## Bekende persoon
- Rob Ehrens, voormalig springruiter, later bondscoach van de Nederlandse springruiters

## Natuur en landschap
De gemiddelde NAP-hoogte van het gehucht Slek bedraagt ca. 31 meter. Bosgebieden in de omgeving van Slek zijn: Haverlandj in het zuiden en Slekkerhout in het noorden. Door en langs het dorp stroomt de Roterbeek ook wel Haverbeek welke uitmondt in de Middelsgraaf ter hoogte van natuurgebied De Doort. Teneinde tijdelijk overtollig regenwater te bergen ligt er in het dorp een regenwaterbuffer van het Waterschap Limburg.
Kernen: Dieteren · Echt · Koningsbosch · Maria Hoop · Nieuwstadt · Pey · Roosteren · Sint Joost · Slek · Susteren

Buurten en buurtschappen: Aan het Echterbosch · Aan Reijans · Aasterberg · Baakhoven · Berkelaar · Christinawijk · Echterbosch · Frenkenshof · Gebroek · Gulickshof · Haeselaarbroek · Heide · Hingen · Hommelhof · Illikhoven · Kokkelert · Lange Bosschen · Liboscherveld · Mariaveld · Pepinusbrug · Pepiniushof · In de Mehre · Middelveld · Munsterveld · Oevereind · Ophoven · Oud-Roosteren · Putbroek · Schilberg · Sint Anna · Sint Antoniushoeve · Spaanshuisken · Visserweert · Vogelsang · Wolfskoul

Bedrijventerreinen: De Berk · Businesspark ML · Dieterderweg · De Loop · Wolfskoul

Limburg: Steden en dorpen      Nederland: Provincies · Gemeenten